# رود حوری (ناگویا)
رود حوری (به لاتین: Hori River) یک رود و آبراهه در ژاپن است که در ناگویا واقع شده‌است.